# Гафуров, Ильшат Рафкатович
Ильша́т Рафка́тович Гафу́ров (род. 1 августа 1961, Бавлы, Бавлинский район, Татарская АССР, РСФСР, СССР) ― российский педагог, государственный деятель, профессор. Доктор экономических наук, кандидат физико-математических наук, академик Российской академии образования (2019). Ректор Казанского федерального университета (2010—2021). С 2021 года находился под арестом в рамках уголовного дела о заказном убийстве. В 2025 году был приговорён к 22 годам лишения свободы в колонии строгого режима. 

## Биография
Родился 1 августа 1961 года в посёлке Бавлы Татарской АССР. Отец — Рафкат Гафуров, бывший заместитель генерального директора компании «Татнефть».
В 1983 году окончил Казанский государственный университет по специальности «физика», после чего начал работу в сфере образования. В 1983―1985 годах ― ассистент кафедры общей физики в Елабужском государственном педагогическом институте, в 1985―1988 гг. ― аспирант кафедры молекулярной физики Казанского государственного университета им. В. И. Ленина. В 1988―1992 гг. ― ассистент, а затем и старший преподаватель кафедры общей физики ЕГПИ. В 1989 году защитил кандидатскую диссертацию «Самодиффузия и гелеобразование в растворах желатина и триацетата целлюлозы».
В 1992 году стал генеральным директором и председателем правления региональной межхозяйственной ассоциации «Зилант», которая располагается в городе Набережные Челны.
В 1995 году был избран депутатом Государственного Совета Республики Татарстан. В 1997 году, окончив Казанский государственный финансово-экономический институт, стал заместителем председателя постоянной комиссии Госсовета Республики Татарстан по вопросам экономического развития и реформ. При его участии разрабатывается закон Республики Татарстан "О свободной экономической зоне «Алабуга». Позднее переизбирался в Госсовет Республики Татарстан второго созыва.
В апреле 1998 года был избран главой администрации города Елабуга, занимал этот пост до 2006 года. 23 мая 2005 года защитил докторскую диссертацию по экономике «Концепция территориального стратегического программирования развития промышленности» (научный консультант М. Р. Сафиуллин; официальные оппоненты А. Г. Гранберг, А. Н. Мельник, П. С. Ореховский). С 2006 по 2010 год был главой Елабужского района.
В апреле 2010 года был назначен ректором Казанского федерального университета. С июня 2010 года является председателем Совета ректоров вузов Татарстана.
В 2012―2014 годах ― депутат Государственного Совета РТ четвёртого созыва, член Комитета Государственного Совета РТ по культуре, науке, образованию и национальным вопросам. С октября 2014 года ― депутат Государственного Совета РТ пятого созыва. Член фракции партии «Единая Россия».
В ходе избирательной кампании по выборам Президента Российской Федерации 4 марта 2012 г. Гафуров был доверенным лицом кандидата в Президенты России В. В. Путина.
С 31 января 2019 года — сопредседатель регионального штаба Общероссийского народного фронта в Республике Татарстан.
Является автором более 80 публикаций по экономике и физике.

## Уголовное дело
В 2021 году Гафуров был задержан в рамках дела о заказном убийстве, совершённом по заказу организованной преступной группы из Набережных Челнов. Ранее в прессе он обвинялся в связях с лидерами ОПГ «29-й комплекс», в связи с чем отмечал, что перед назначением на пост ректора прошёл «мощную проверку», снявшую все подозрения. После допроса вечером 21 декабря в Казани, а также обысков на рабочем месте и дома во время совместной операции СКР, ФСБ и МВД Гафуров был спецбортом доставлен в Москву, тогда как в университете отметили, что он якобы «заболел», а предположения о смене ректора «просто смехотворны». По некоторым данным, задержание Гафурова связано с проведённым накануне под руководством президента России В. В. Путина совещанием Совета безопасности, после которого был арестован ряд высокопоставленных чиновников.
По прибытии в Москву Гафуров был помещён в изолятор временного содержания на Петровке. 22 декабря в Басманный районный суд поступило ходатайство следствия о его заключении под стражу как обвиняемого по двум частям 105-й статьи Уголовного кодекса Российской Федерации (подстрекательство и приготовление к убийству, совершенному группой лиц по предварительному сговору из корыстных побуждений). По данным прессы, речь может идти об убийстве 29 августа 1999 года в Москве депутата Елабужского городского совета Айдара Исрафилова, обвинявшего в своём политическом преследовании Гафурова, на тот момент — главу Елабуги, который и мог заказать его убийство членам «29-го комплекса». Судья Евгения Николаева отказала в удовлетворении ходатайств защиты о применении к Гафурову домашнего ареста, приняв решение об его аресте на два месяца до 21 февраля. При этом, в речении помимо основного обвинения фигурирует эпизод с подстрекательством к несовершенному убийству, под которым, возможно, имеется ввиду попытка расправиться с лидером «29-го комплекса» Адыганом Саляховым. По оценкам наблюдателей, Гафурову, спустя 22 года после убийства Исрафилова, может грозить пожизненное заключение.
23 декабря членство Гафурова в Единой России было приостановлено, тогда как временно исполняющим обязанности ректора Казанского университета назначен Дмитрий Таюрский. Одновременно учёный совет университета обратился к премьер-министру России Михаилу Мишустину и министру образования и науки Валерию Фалькову, а также к президенту Татарстана Рустаму Минниханову с просьбой «оказать содействие в объективном рассмотрении сложившейся ситуации», так как Гафуров за время своего ректорства «создавал все необходимые условия для развития университета во всех направлениях».
Уже куча народу дали показания, что он [Гафуров] заказчик убийства. В частности, один из лидеров ОПГ «29-й комплекс» Рузалик, которого нашли на Украине и осудили. Удивительно не то, что Гафурова «приняли», удивительно то, что его «приняли» только сейчас. Я думаю, это такой сигнал местной элите: решили напомнить, что у каждого есть свои скелеты в шкафу. Но при этом будет неудивительно, если его в итоге выпустят за истечением сроков давности преступлений, в которых он обвиняется.Ирек Муртазин, автор расследования 2012 года о Гафурове.
В январе 2022 года во время заседания апелляционного суда представитель СКР заявил, что в ходе обысков у Ильшата Гафурова изъяли 12 млн рублей. 28 мая 2025 года Савеловский суд Москвы приговорил Гафурова к 22 годам лишения свободы в колонии строгого режима по обвинению в подстрекательстве к убийству Айдара Исрафилова.

## Награды
Федеральные
- Орден Дружбы (12 июня 2017 года) — за заслуги в развитии науки, образования, подготовке квалифицированных специалистов и многолетнюю добросовестную работу[34].
- Медаль «За заслуги в проведении Всероссийской переписи населения», «В память 1000-летия Казани», «За укрепление боевого содружества», «200 лет МВД России»[5][35][36].
- Знак «Почётный работник жилищно-коммунального хозяйства России» (2005 год), «Отличник здравоохранения» (2002 год)[37].
- Премия Правительства Российской Федерации в области культуры (23 декабря 2009 года) — за создание музейного комплекса в г. Елабуге[38].
- Премия Правительства Российской Федерации в области культуры (2 марта 2020 года) — за проект музеефикации Болгарского историко-археологического комплекса и острова-града Свияжск[39].

Республиканские
- Орден «Дуслык» (2021 год) — за многолетнюю плодотворную работу на благо Республики Татарстан и значительный вклад в развитие науки и образования[40].
- Медаль «За доблестный труд» (2007 год)[37], «100 лет образования Татарской Автономной Советской Социалистической Республики» (2020 год)[41].
- Почётное звание «Заслуженный деятель науки Республики Татарстан[тат.]» (2019 год)[42], «Заслуженный экономист Республики Татарстан[тат.]» (2002 год)[37].
- Благодарность (2016, 2017 гг.)[43][44], благодарственное письмо президента Республики Татарстан (2011 год)[45].
- Золотая медаль Академии наук Республики Татарстан «За достижения в науке» (2021 год)[46].
- Звание «Почётный гражданин Елабуги» (2001 год)[47].

Иностранные
- Серебряный крест Заслуги (31 июля 2013 года, Польша)[37][48][49].

## Личная жизнь
Женат, две дочери. Жена Венера Мансуровна активно занимается бизнесом и является учредителем ряда компаний, в том числе ООО «Исток-Т», вместе с одним из лидеров ОПГ «Казанские». Дочери Гульнара и Диляра владеют сетью стоматологических клиник, которые рекламировались Казанским университетом среди студентов.

## Участие в сообществах
- Действительный член Российской академии образования (2019 год)[53].
- Действительный член Академии наук Республики Татарстан (2017 год)[54].
- Член-корреспондент Академии наук Республики Татарстан (2013 год)[55].